# Częstochowai főegyházmegye
A Częstochowai főegyházmegye (latinul: Częstochovien(sis)) a római katolikus egyház egyik főegyházmegyéje, érseki székhelye Częstochowa városában, Lengyelországban található.

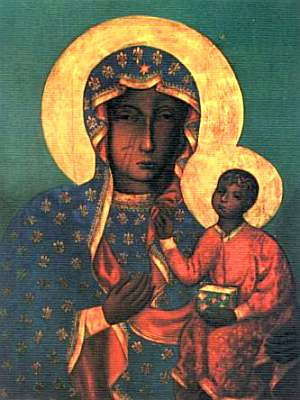
Częstochowai Fekete Madonna.

## Története
1925. október 28-án alapították meg a Częstochowai egyházmegyét a Łódźi, Wrocławi és a Kielcei egyházmegyék területéből. 1992. március 25-én az egyházmegyét főegyházmegyei rangra emelték, viszont egyúttal a Gliwicei, Kaliszi és a Sosnowieci egyházmegye megalapításához területeket csatoltak el tőle.

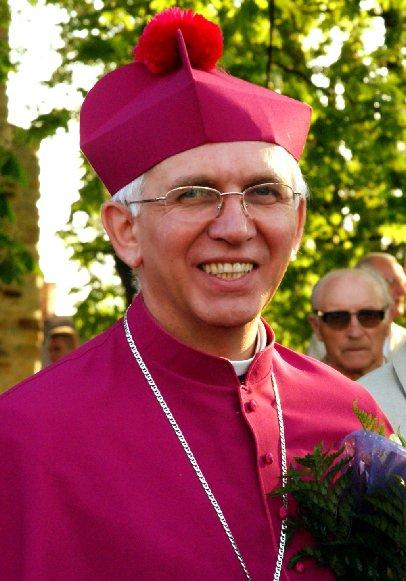
Wacław Depo érsek

## Vezetés
- Częstochowa püspökei (római rítus)
  - Teodor Kubina püspök (1925. december 14. – 1951. február 13.)
  - Zdzislaw Goliński püspök (1951. április 22. – 1963. jhúlius 6.)
  - Stefan Bareła püspök (1964. január 17. – 1984. február 12.)
  - Stanisław Nowak püspök (1984. október 26. – 1992. március 25.)
- Częstochowa érsekei (római rítus)
  - Stanisław Nowak érsek (1992. március 25. – 2011. december 29.)
  - Wacław Depo érsek (2011. december 29. óta)

## Szuffragán egyházmegyék
- Radomi egyházmegye
- Sosnowieci egyházmegye

## Szomszédos egyházmegyék
- Gliwicei egyházmegye (délnyugat)
- Opolei egyházmegye (nyugat)
- Kaliszi egyházmegye (északnyugat)
- Łódźi főegyházmegye (észak)
- Radomi egyházmegye (északkelet)
- Kielcei egyházmegye (kelet)
- Sosnowieci egyházmegye (dél)

## Fordítás
- Ez a szócikk részben vagy egészben  a   Roman Catholic Archdiocese of Częstochowa című angol Wikipédia-szócikk fordításán alapul.  Az eredeti cikk szerkesztőit annak laptörténete sorolja fel. Ez a jelzés csupán a megfogalmazás eredetét és a szerzői jogokat jelzi, nem szolgál a cikkben szereplő információk forrásmegjelöléseként.